# Oskarshamns domsaga
Oskarshamns domsaga var en domkrets med en häradsrätt i Kalmar län som bildades 1 juli 1965 genom en ombildning och namnändring av Aspelands och Handbörds domsaga. Häradsrätten och domsagan ingick i domkretsen för Göta hovrätt. Häradsrätten ombildades 1971 till Oskarshamns tingsrätt med en oförändrad domsaga. Tingsplats var Oskarshamn och Högsby. 

## Administrativ historik
1964 uppgick Oskarshamns rådhusrätt och dess domkrets i häradsrätten för Aspelands och Handbörds domsagas tingslag och dess domsaga. 1 juli 1965 ombildades och namnändrade domsagan till Oskarshamns. 
1967 uppgick så områden från Tunaläns härad och Sevede och Tunaläns domsagas tingslag i Oskarshamns stad: Kristdala socken och Misterhults socken. Även områdetDöderhults socken införlivades från Stranda härad och Norra Möre och Stranda domsagas tingslag.
1969 införlivades i domsagan och tingslaget Mönsterås köping och Ålems landskommun. Utökning skedde även genom överföring 1969 från Sevede härad och Sevede och Tunaläns domsagas tingslag av Vena landskommun och Hultsfreds köping. 
Häradsrätten och dess domkrets ombildades 1971 till Oskarshamns tingsrätt med oförändrad domsaga.
I domsagan ingick ett tingslag, Oskarshamns domsagas tingslag

## Häradshövding
- 1965–1970: Carl Georg Wargelius